# Babelsberg Studios
A Babelsberg Studios (Babelsberg Stúdiók) a világ nagy filmstúdiói közül a legrégibb, Potsdam-Babelsberg-ben, Németországban. 1912-ben alapították (a kisebb Ealing Studios elődje jóval korábbi, 1896-os alapítású).
Filmek százai születtek itt, köztük  Fritz Lang Metropolis és Josef von Sternberg A kék angyal című filmjei.

## Stúdiói
- Marlene Dietrich Halle
  - 1-es stúdió (1650 négyzetméter 56,03x29,4 m, 14 méteres belmagasság)
  - 2-es stúdió (2100 négyzetméter 56,84x36,36x14 m)
  - 3-as stúdió (1650 négyzetméter, 56,03x29,33x14 m)
- Tonkreuz
  - Ton Nord (600 négyzetméter, 30x20x10 m)
  - Ton Süd (600 négyzetméter, 30x20x10 m)
  - Ton Ost (450 négyzetméter, 25x18x10 m)
  - Ton West (450 négyzetméter, 25x18x10 m)
- Neue West
  - 8-as stúdió (660 négyzetméter, 34,7x19x7 m)
- Neue Ost
  - 9-es stúdió (660 négyzetméterm 34,7x19x7 m)
- FX Center (három specializált stúdióval)
- Neue Film 1
  - 13-as stúdió (4450 négyzetméter, 71,78x59,85x11,5 m)
- 14-es stúdió (2000 négyzetméter, 98,66x19,98x10 m)
- Neue Film 2
  - 15-ös stúdió (7335 négyzetméter, 144,65x48,75x10,5 m)
  - 16-os stúdió (1250 négyzetméter, 49,43x24x8,5 m)

## Néhány híresebb filmje
- Metropolis (1927)
- A kék angyal (Der Blaue Engel) (1930)
- La Habanera (1936)
- A kis Muck története (1966), az Ezeregyéjszaka meséiből
- 80 nap alatt a Föld körül (2004)
- Mennyei királyság (2005)
- V mint Vérbosszú (V for Vendetta) (2005)
- Légcsavar (Flightplan) (2005)
- Valkűr (2007)
- Speed Racer (2007)
- Becstelen brigantyk (2009)
- Nindzsagyilkos (2009)